# Nanodectes harpax
Nanodectes harpax är en insektsart som beskrevs av Rentz, D.C.F. 1985. Nanodectes harpax ingår i släktet Nanodectes och familjen vårtbitare. Inga underarter finns listade i Catalogue of Life.